# Э
Э, э は、キリル文字のひとつ。Е が /je/ を表す言語において、/e/ を表す文字である。ギリシア文字の Ε, ε（エプシロン）を起源とする。

## 呼称
- ロシア語：エー / エー・オボロートノイェ（Э оборотное、裏返したエー）
- ブルガリア語：イェ / イェ・オブラトノ（Йе обратно / Э обратно、裏返したイェ）
- キルギス語：エー
- モルドバ語：ア
- タタール語：エー

## 音素
原則として /e/ を表す。
しかし、モルドバ語においては /ə/ を表す。
また、タタール語では語中において母音の直後に置かれる声門閉鎖音/ʔ/も表す。

## アルファベット上の位置
ロシア語の第 31 字母、ベラルーシ語の第 30 字母である。

## Эに関わる諸事項
- フォントデザインなどにより、中央の線は「～」のように波型になることがある。
- ロシア語では Е が口蓋化して /je/ を表すようになったため、口蓋化のない /e/ を表すために Э が使われる。固有語では語頭のみに現れる(例: этот 「この」)。借用語では主に語頭か他の母音の後ろに現れる /e/ を Э で表し(例: элемент「元素」、поэт「詩人」)、それ以外の位置では固有名詞を除いて е で /e/ と /je/ を兼ねることが多いが、比較的最近の借用語では例外も少なくない。
- ウクライナ語・ブルガリア語では用いられず、/e/ はЕで表し、/je/ はЄで表す。
  - モルドバ語のラテン文字転写ではăと表される
- 日本語のキリル文字表記では、エ段の母音にこれが使われる。
- 朝鮮語のキリル文字表記ではㅐに使う（ㅔには Е を使う）。

## 符号位置
| 大文字 | Unicode | JIS X 0213 | 文字参照        | 小文字 | Unicode | JIS X 0213 | 文字参照        | 備考 |
| ------ | ------- | ---------- | --------------- | ------ | ------- | ---------- | --------------- | ---- |
| Э      | U+042D  | 1-7-31     | &#x42D; &#1069; | э      | U+044D  | 1-7-79     | &#x44D; &#1101; |      |